# Audi A7 I
Cet article concerne la première génération de l’Audi A7. Pour des informations générales sur l’Audi A7, consultez Audi A7.
 (mars 2022).
Le contenu est difficilement compréhensible vu les erreurs de traduction, qui sont peut-être dues à l'utilisation d'un logiciel de traduction automatique.
L'Audi A7 C7 (désignation de type interne 4G) est une berline cinq portes produite par Audi. Elle partage la même plate-forme que l'Audi A6 C7.
L'autorité fédérale allemande des transports classe l'Audi A7 dans le segment des voitures de luxe.

## Conception et historique du modèle
Le véhicule est basé sur l'étude Audi Sportback Concept présentée au Salon international de l'automobile d’Amérique du Nord en 2009. Le cockpit a été conservé quasi-totalement depuis l'étude jusqu'à la voiture de série.
L'A7 a été présentée en tant que véhicule de production le 27 juillet 2010 à la Pinakothek der Moderne de Munich et a eu sa première présentation officielle au Paris Motion Festival en 2010.
L'arrière de l'Audi A7 ressemble à celui de l'Audi 100 Coupé S construite entre mi-1970 et l'été 1976. Le véhicule a un coefficient de traînée de 0,28 et un aileron arrière qui se déploie automatiquement à plus de 140 km/h.

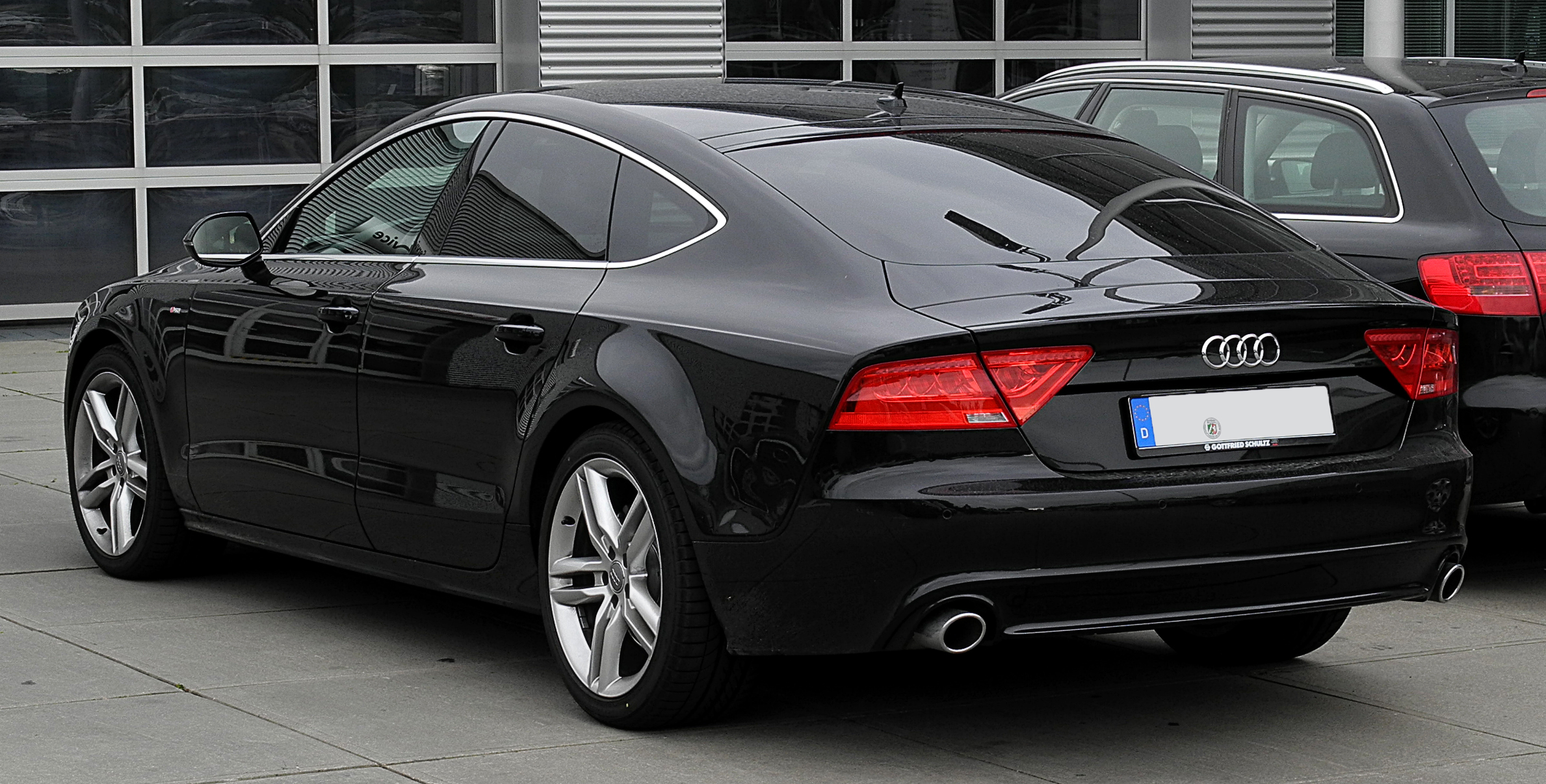
Vue arrière
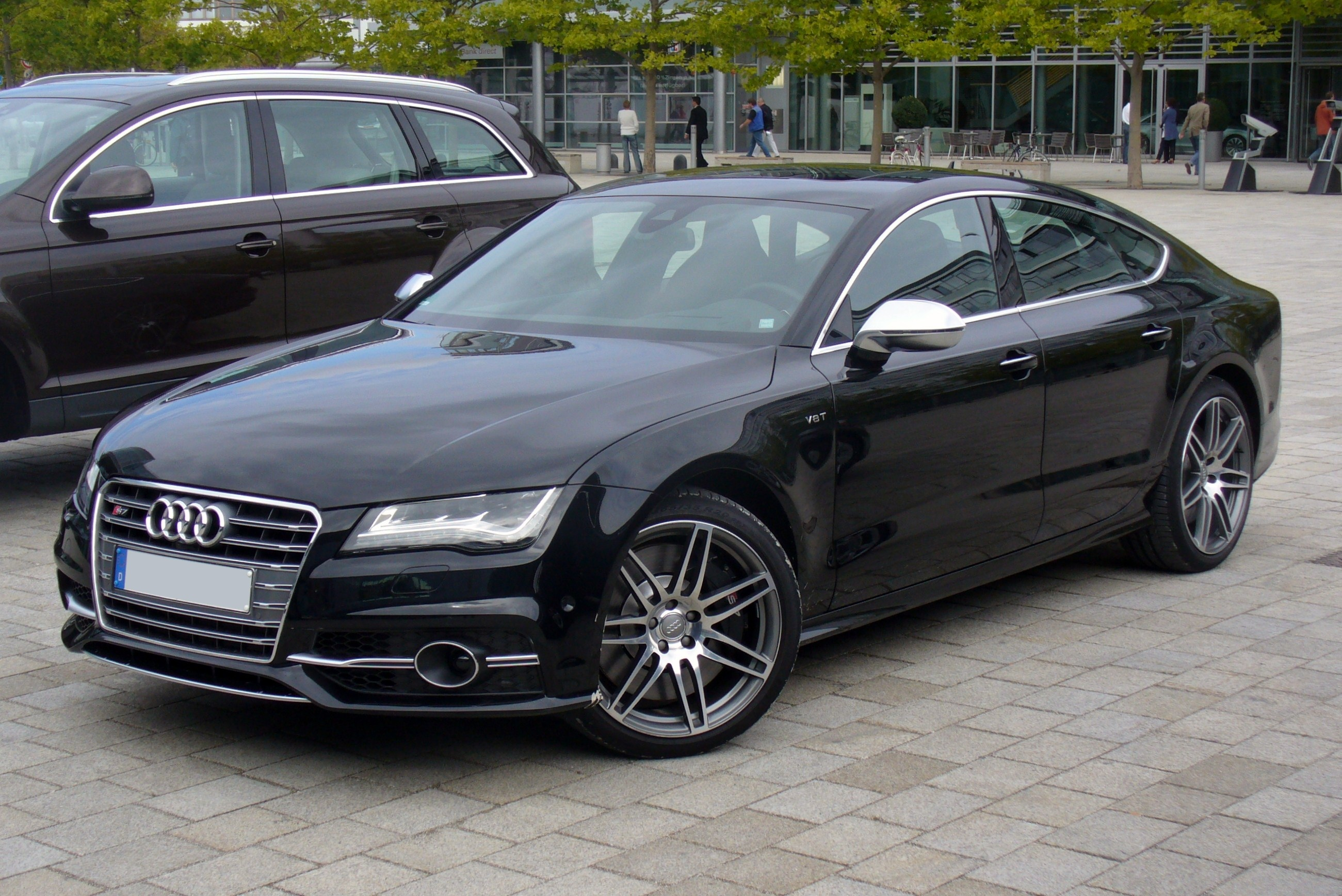
Audi S7 Sportback (2012–2014)
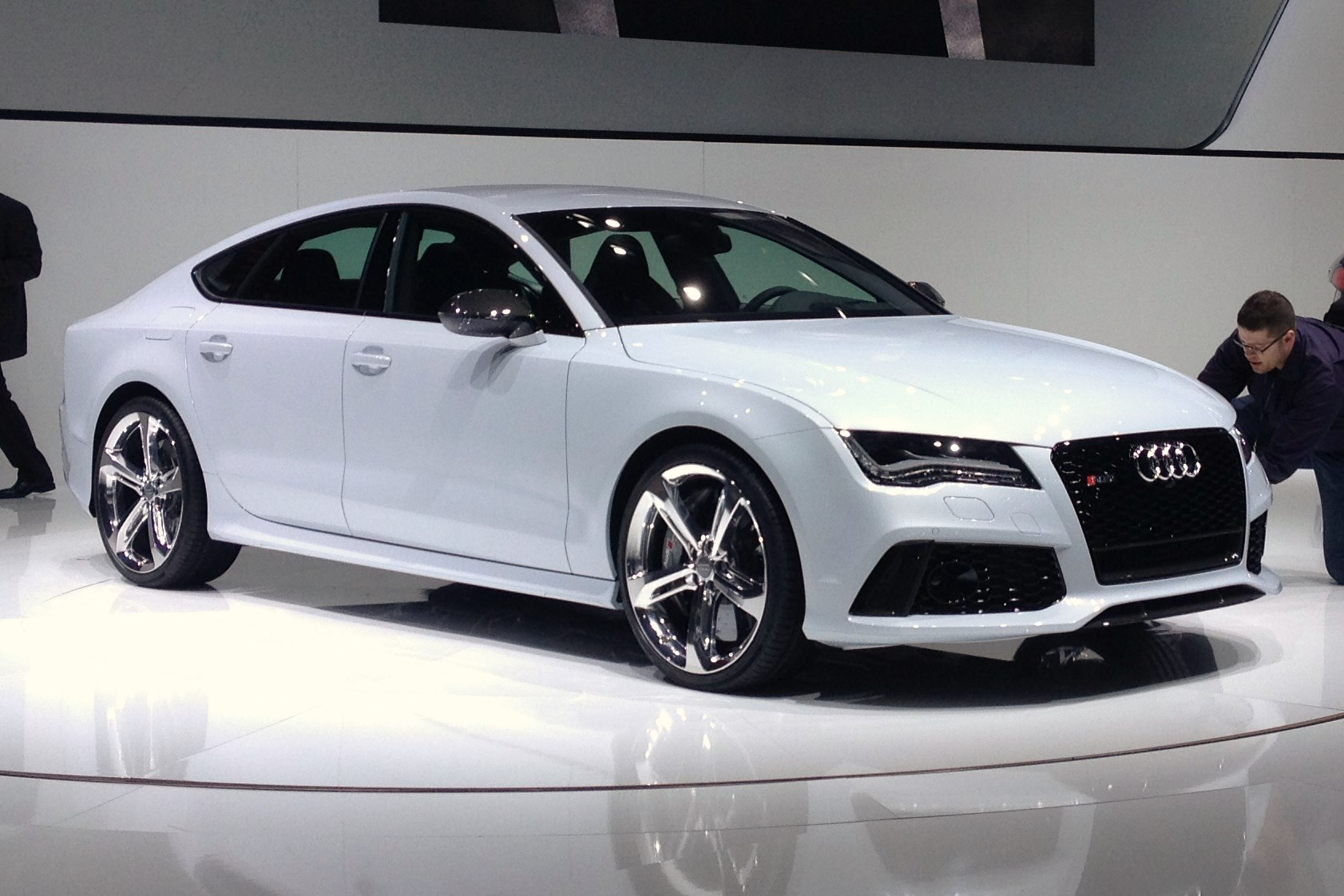
Audi RS7 Sportback (2013–2014)

## Équipement
Audi a proposé pour la première fois, en option, un affichage tête haute dans l'A7. Celui-ci projette les informations du système de navigation et la vitesse sur le pare-brise. Le tableau de bord contient un moniteur de 6,5" en tant qu’écran central utilisant le système dinfodivertissement d'Audi MMI.

## Motorisations
Le véhicule était initialement proposé avec quatre moteurs six cylindres : un FSI de 2.8 L et 150 kW (204 ch) et un TFSI de 3.0 L et 220 kW (300 ch) étaient proposés en tant que moteurs essence. Deux variantes du moteur TDI de 3.0 L sont disponibles en tant que moteurs diesel, l’un d’une puissance maximale de 150 kW (204 ch) et l’autre d’une puissance maximale 180 kW (245 ch). Les modèles à traction intégrale sont équipés de la transmission à double embrayage S tronic. Les modèles avec le moteur de 150 kW, quand ils sont également équipés de la traction avant, sont fournis avec la transmission automatique Multitronic à variation continue.
Une nouvelle étape d'expansion a suivi à l'automne 2011 pour le moteur TDI de 3.0 L - avec une charge biturbo et 230 kW (313 ch), comme cela avait été proposé auparavant dans l'Audi A6 C7. De plus, en mars 2012, la puissance du moteur TFSI de 3.0 L a été portée à 228 kW (310 ch) et la version sport, la S7, a été présentée. Comme dans l'Audi S6 C7, l'Audi S7 est équipée d'un moteur V8 biturbo de 4,0 L d'une puissance de 309 kW (420 ch) et devrait accélérer de 0 à 100 km/h en 4,7 s.
Le modèle RS7 a été présenté au Salon international de l'automobile d'Amérique du Nord à Detroit début 2013. Le moteur utilisé est un moteur V8 biturbo d'une puissance de 412 kW (560 ch) avec une cylindrée de 4 litres, permettant à la RS7 d'accélérer jusqu’à 100 km/h en 3,9 secondes.

## Lifting
En mai 2014, les Audi A7 et S7 modifiées (lifting) ont été présentées. Ces modèles se caractérisent principalement à l'avant par des phares plus étroits, une calandre plus large et des pare-chocs modifiés. À l'arrière, le graphisme des feux a été modifié et la jupe arrière a été conçue différemment. Les embouts d'échappement sont désormais rectangulaires au lieu d’être ronds et les feux arrière sont équipés, de série, de clignotants dits dynamiques. Les phares à LED (technologie LED matricielle en option) sont également devenus la norme. En plus de nouvelles couleurs extérieures et de nouvelles conceptions de roues, l'intérieur comportait différents matériaux, plusieurs éléments chromés supplémentaires et un nouveau sélecteur de vitesse automatique.
De plus, l'Audi MMI avec processeur Tegra 3 et accès Internet Long Term Evolution a été introduit dans l'A7.
Les moteurs ont tous été révisés et ont maintenant plus de puissance. Pour la première fois, il y avait un moteur quatre cylindres dans l'A7, remplaçant l'ancien moteur FSI de 2.8 L. Pour les modèles à traction avant, la transmission multitronic a été remplacée par une nouvelle transmission S tronic à 7 rapports. Un système de freinage léger spécial était utilisé avec certains moteurs.

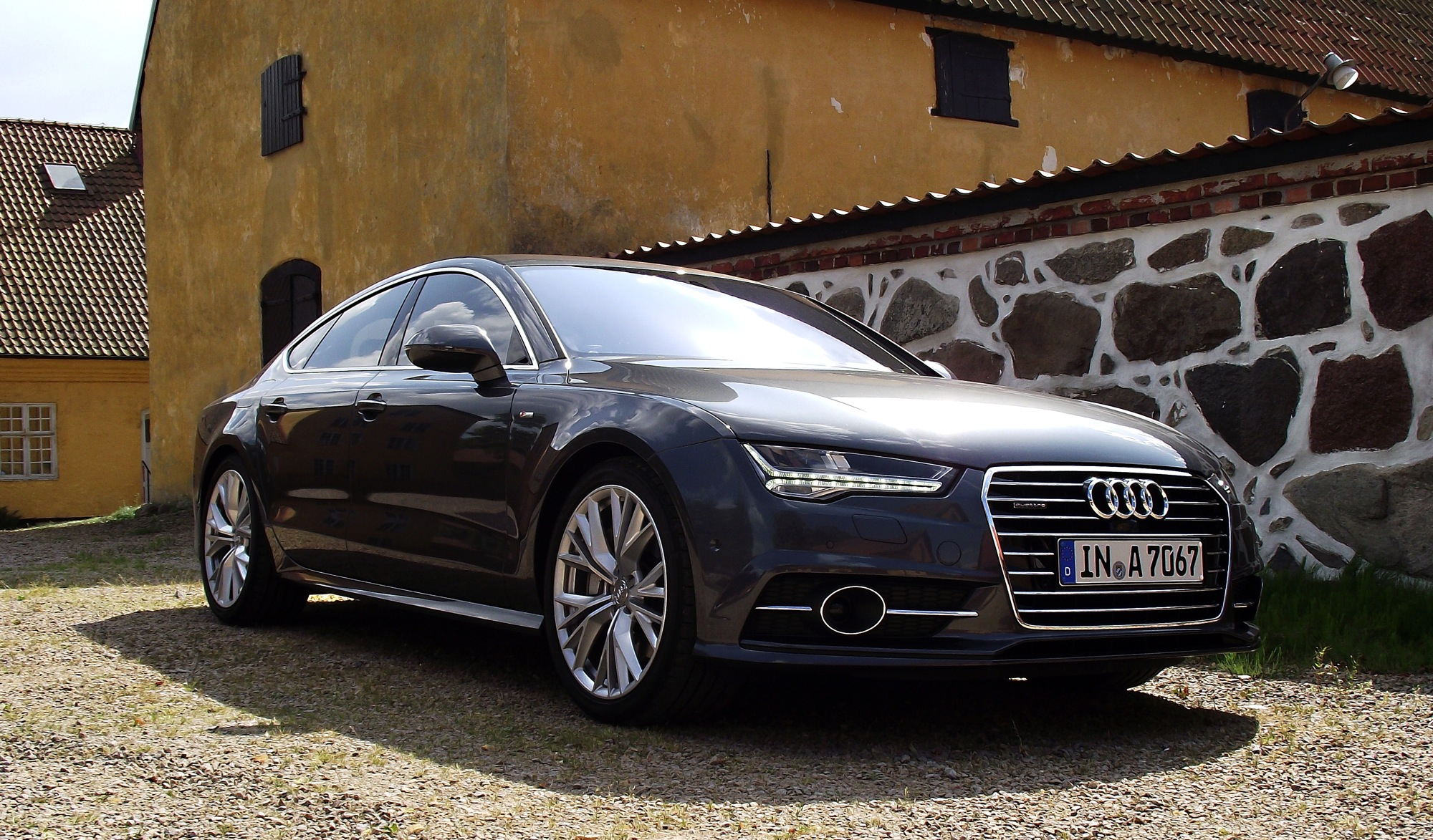
Audi A7 Sportback (2014–2018)
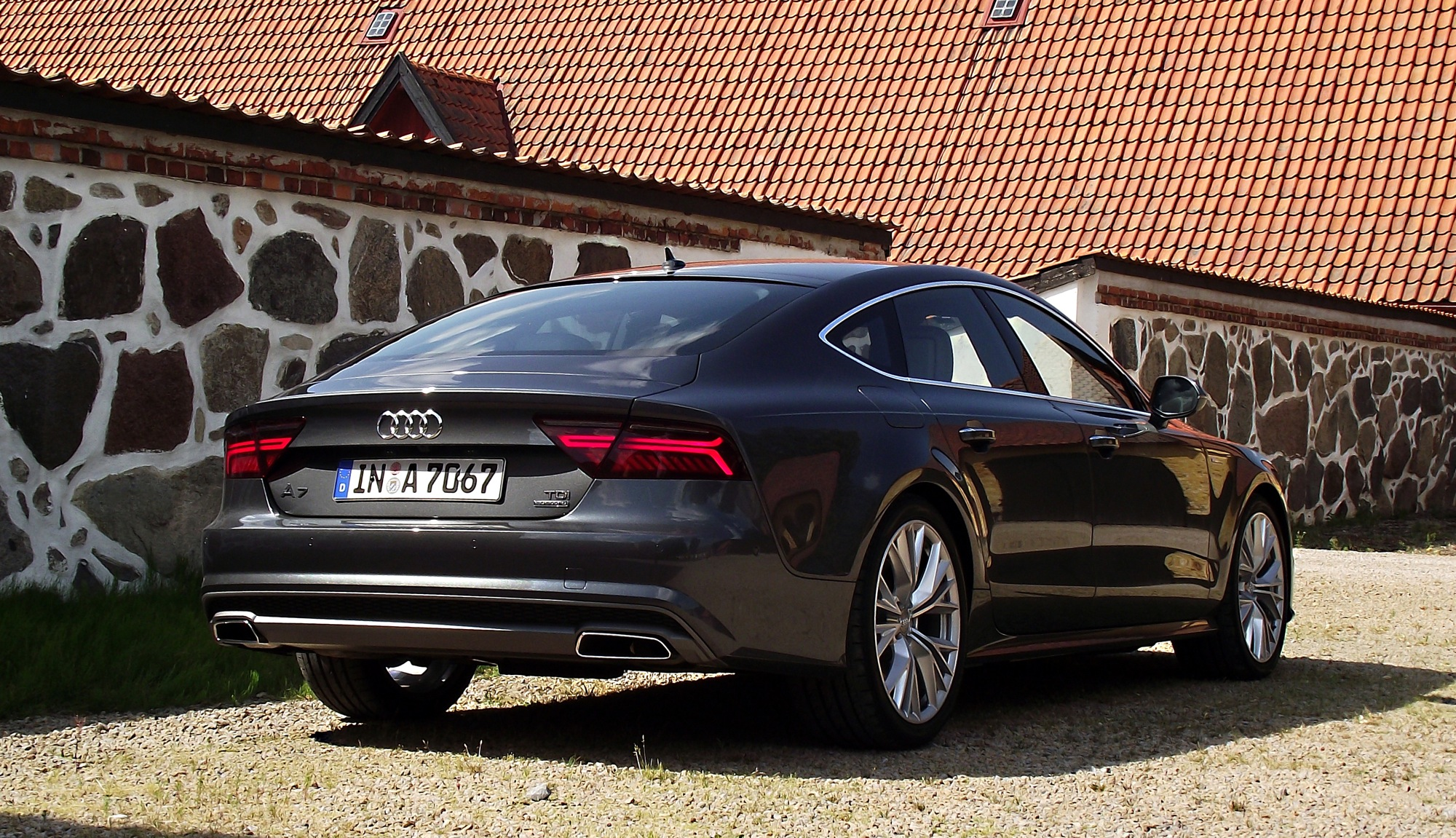
Vue arrière
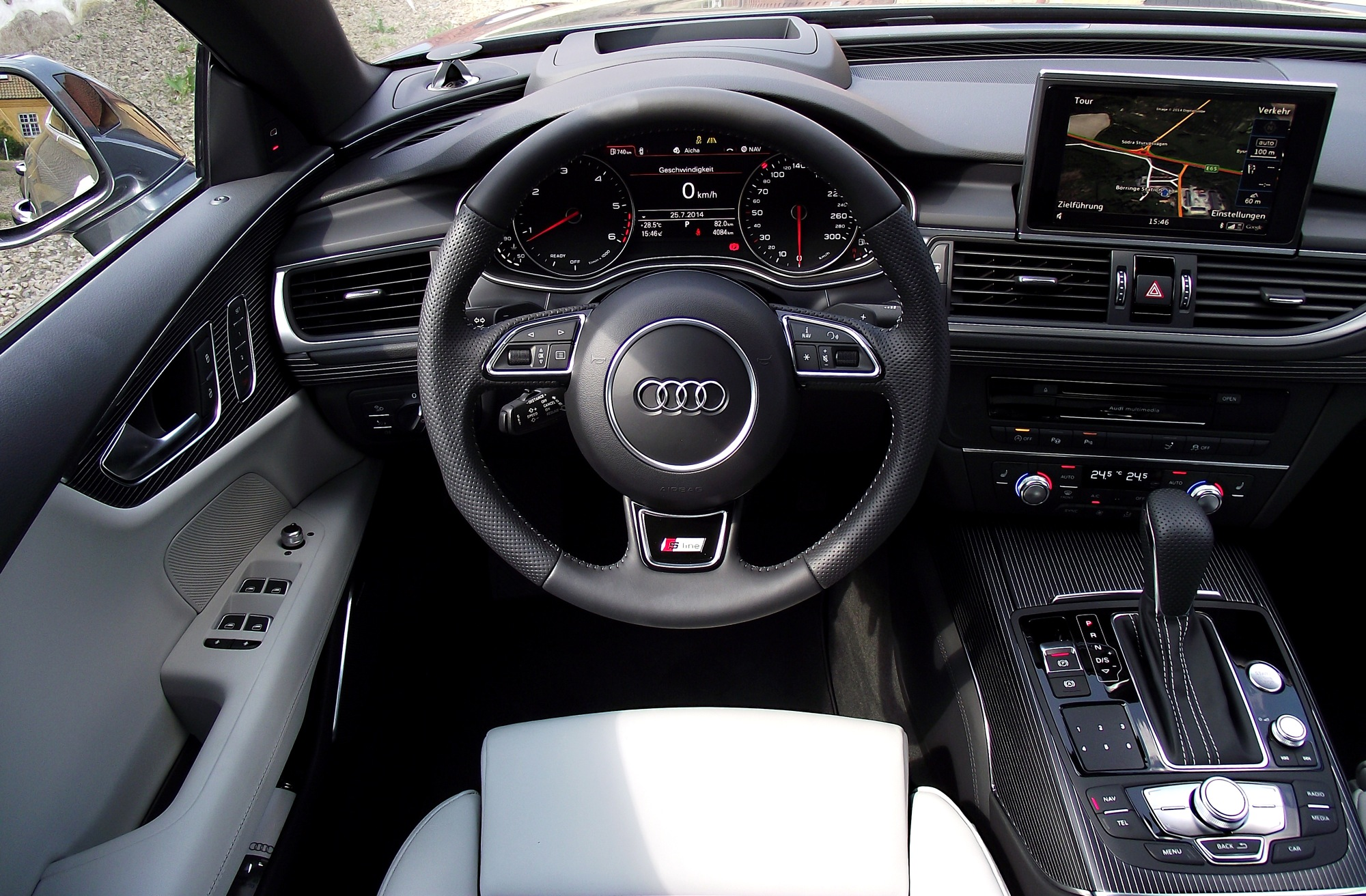
Cockpit avec Audi MMI
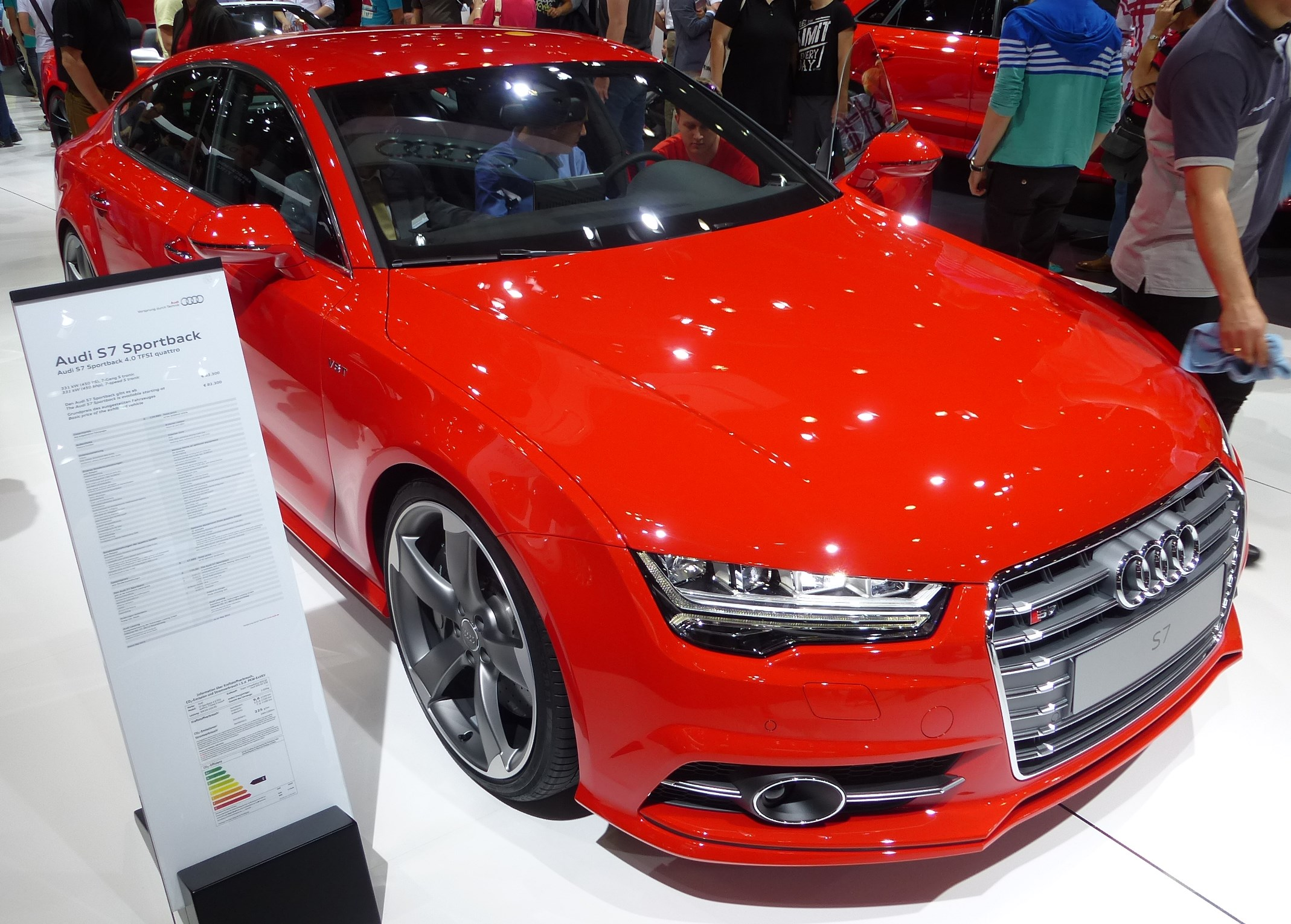
Audi S7 Sportback (2014–2018)
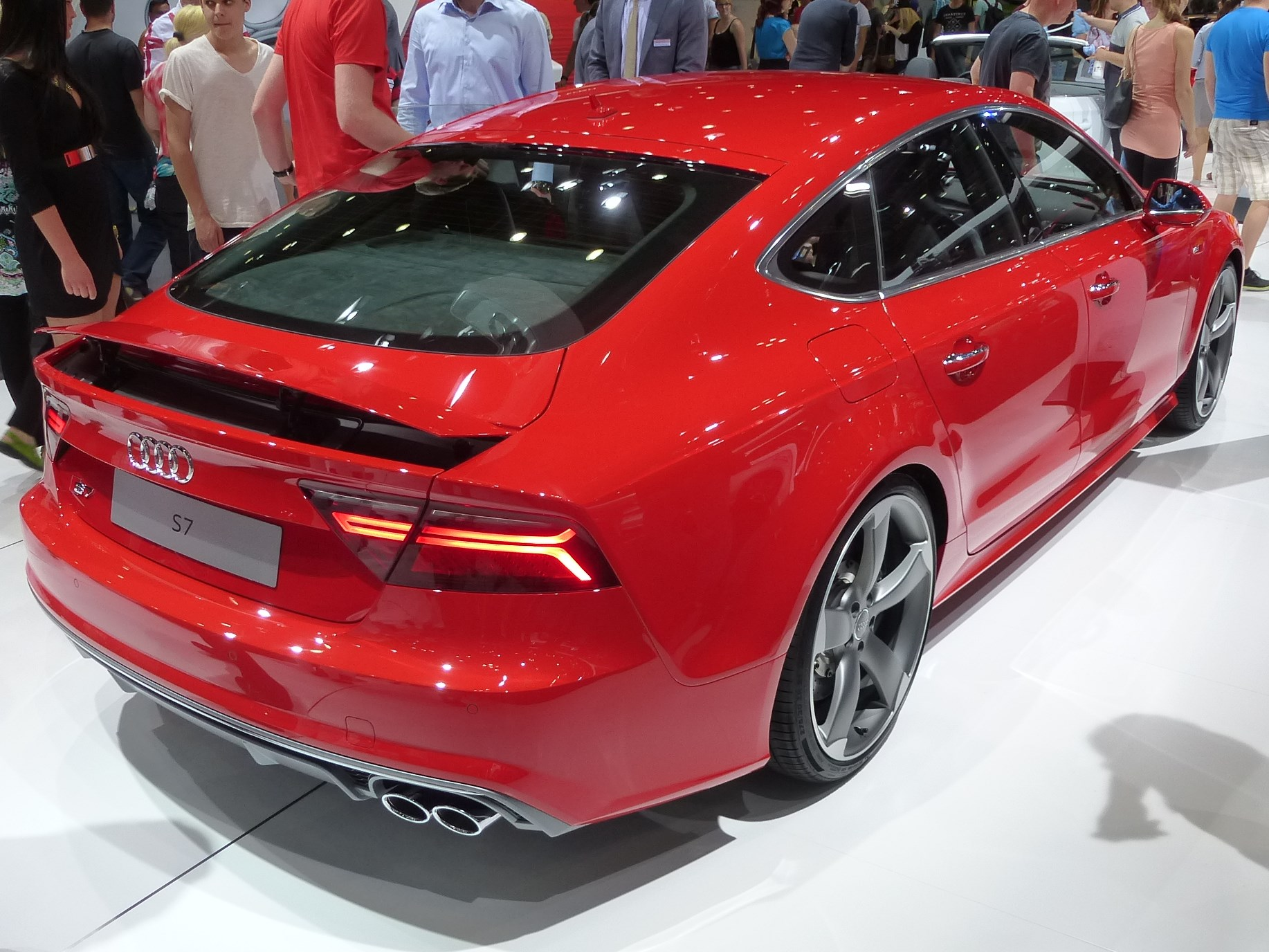
Vue arrière

## Scandale des émissions
Pour un article plus général, voir Affaire Volkswagen.
Au cours du scandale des émissions de l'industrie automobile, qui dure depuis septembre 2015, le ministre fédéral des Transports, Alexander Dobrindt, a annoncé que les modèles A7 à moteur Diesel produits entre 2010 et 2013 étaient équipés d'un dispositif de neutralisation illégal qui réduit ou désactive complètement le post-traitement des gaz d'échappement sur la route. Avec le modèle A8, ces dispositifs d'invalidation ont été installés dans environ 24 000 véhicules. Audi a plaidé une erreur technique comme étant la raison de l'augmentation des valeurs d'oxyde d'azote et a promis une campagne de conversion.
En mai 2018, il a été annoncé que les modèles d’Audi A7 avec le moteur de 200 kW seraient également concernés. Dans ces modèles, le post-traitement des gaz d'échappement par réduction catalytique sélective est fortement étranglé lorsque le réservoir avec la solution d'urée AUS 32 nécessaire est épuisé.

## RS7 piloted driving concept
Avec la RS7 « piloted driving » concept, basée sur une RS7, Audi teste la conduite autonome sur circuit. Le prototype s'oriente sur la piste de course à l'aide d'un GPS différentiel et d'images de caméra. Audi a testé le concept au Sonoma Raceway et au Hockenheimring, entre autres.

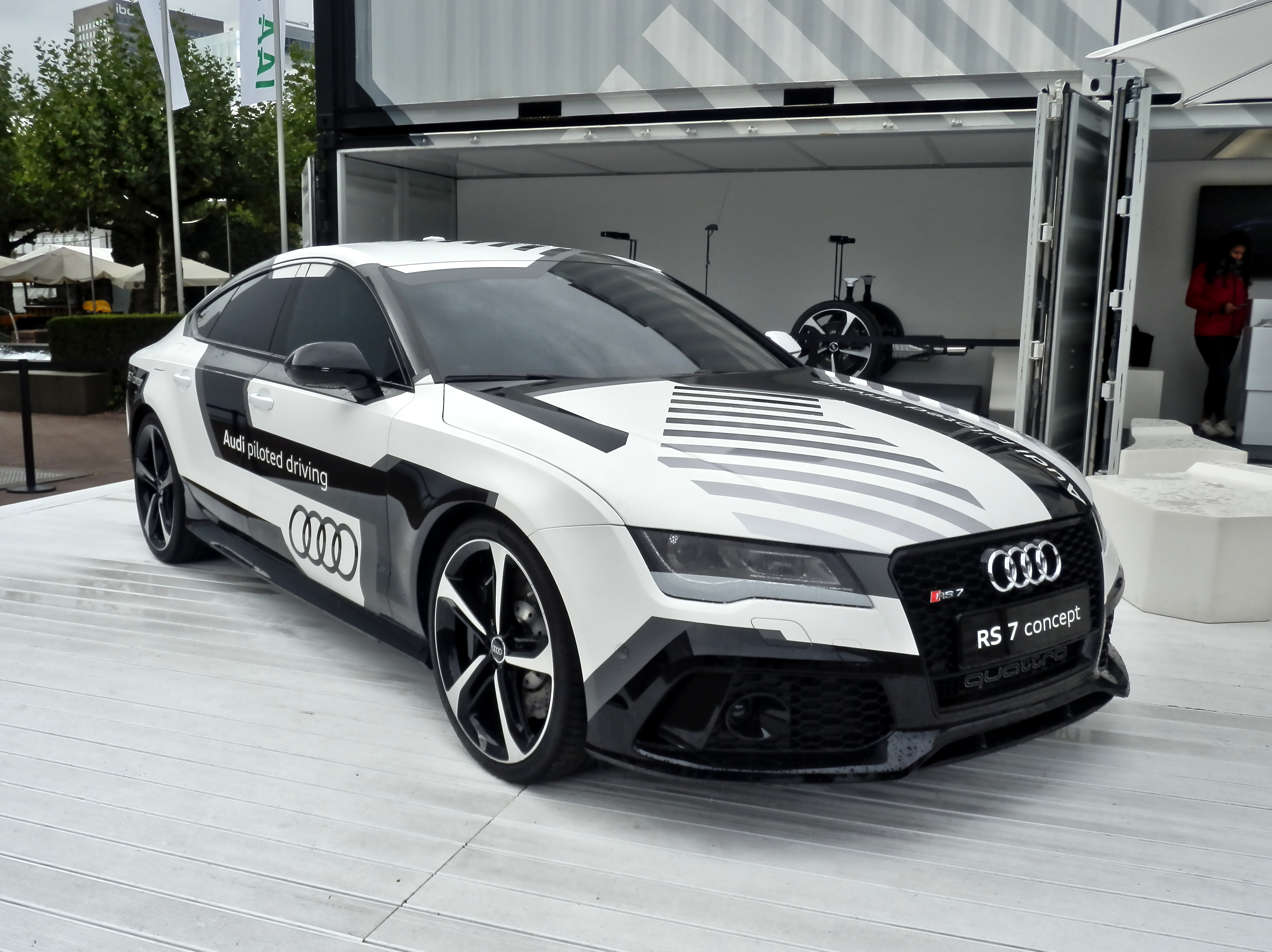
Audi RS7 piloted driving concept au Salon de l'automobile de Francfort 2015
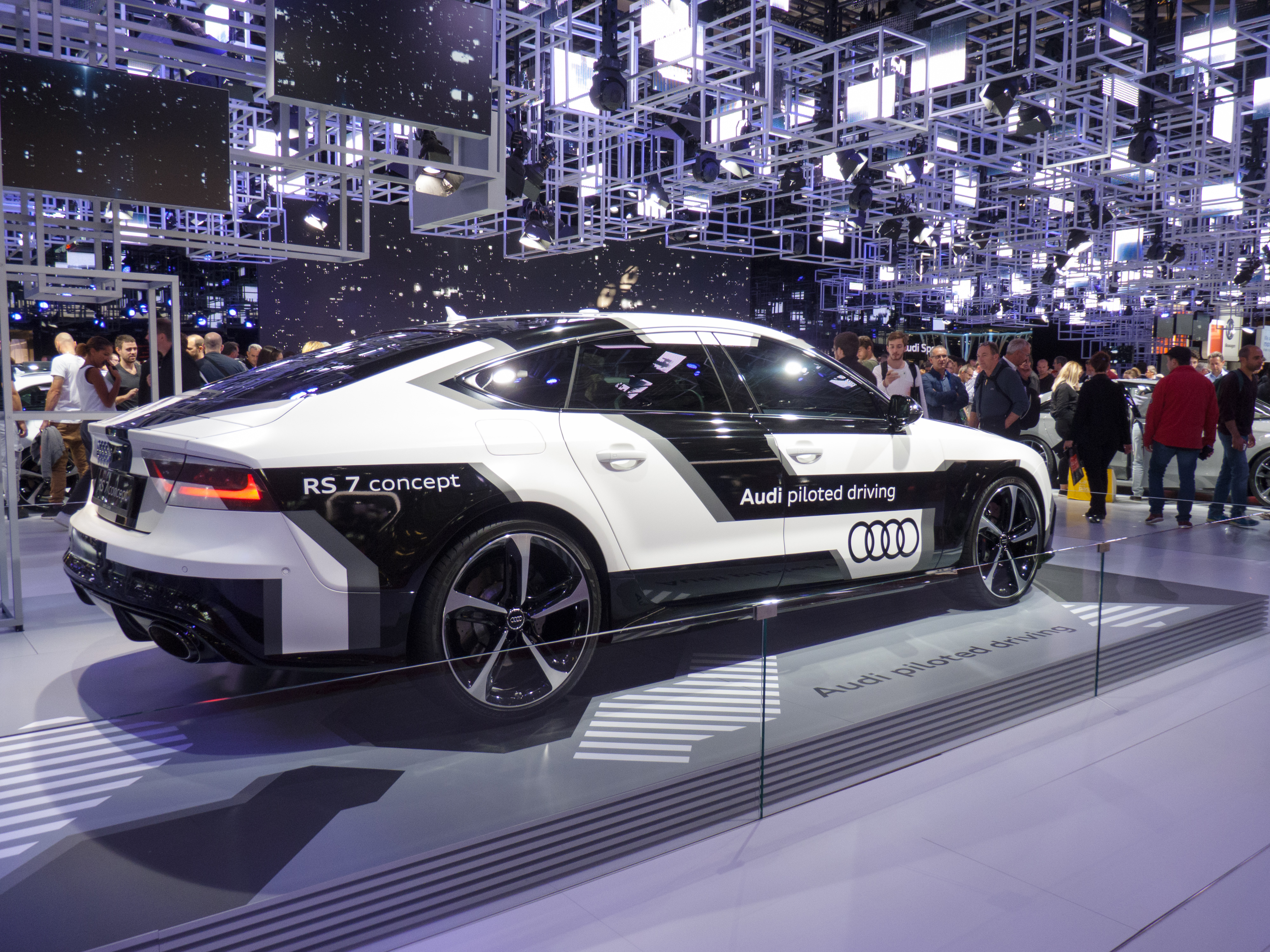
Vue arrière